# Gaëtan Belaud
Gaëtan Belaud (Oloron-Sainte-Marie, 16 settembre 1986) è un calciatore francese, difensore dell'Oloronais.